# Адам Рис
Адам Гај Рис (енгл. Adam Guy Riess, 16. децембар 1969) је амерички астрофизичар, који је 2011. године, заједно са Солом Перлмутером и Брајаном Шмитом, добио Нобелову награду за физику „за откриће убрзаног ширења универзума посматрањем удаљених супернових”.